# 角田喜久雄
角田 喜久雄（つのだ きくお、1906年5月25日 - 1994年3月26日）は日本の小説家。伝奇小説と呼ばれる時代小説、探偵小説で活躍した。

## 経歴・人物

### 生い立ち
神奈川県横須賀市に生まれ、父は佐倉藩士の家系で、海軍工廠印刷部創設要員だったが、翌1907年に浅草で印刷業を始めて一家で移転する。小学生の頃から、俳句、短歌、新体詩の投稿をしており、滝沢馬琴、山東京伝、黒岩涙香を愛読、中学時代はトルストイ、ドストエフスキーなどを愛読していた。
東京府立三中時代の1921年（大正10年）に『現代』誌のスポーツ小説の懸賞に応募して二等となる。英語教師からシャーロック・ホームズの話を聞いて探偵小説に興味を持ち、翌1922年に『新趣味』に「毛皮の外套を着た男」を発表してデビュー。1923年に関東大震災で家が焼け、一時は進学を断念するが小説は書き続け、1925年に『キング』の懸賞小説に応募した「罠の罠」が掲載される（奥田野月名義）。同年に東京高等工芸学校入学。1926年に「発狂」で第1回サンデー毎日大衆文芸賞を受賞、同年に作品集『発狂』を刊行する。この頃『新青年』の作家による「探偵趣味の会」で江戸川乱歩、横溝正史らを知る。1928年に東京高等工芸学校を卒業し、研究助手嘱託。1929年から海軍水路部に勤務。

### 伝奇作家として
1929年に初の時代小説『倭絵銀山図』を『週刊朝日』に連載。報知新聞の映画小説募集に応募したが入選せず、書き直した原稿「妖棋伝」を『日の出』で1935年から連載して人気作家となり、1938年から推理を取り入れた伝奇小説「風雲将棋谷」を『講談倶楽部』に連載して、同誌を代表する作家となる。続いて『髑髏銭』などの奇想作品を発表、国枝史郎ともに「伝奇小説」というジャンルを生み出した。「鍔鳴浪人」を読売新聞に連載する頃には、原稿料の収入が月給の何倍にもなり、読売新聞社客員となって月300円の専属料と、東宝から原作獲得の優先権のための嘱託料を受けるようになり、1939年に海軍水路部を辞して作家専業となる。1942年には海軍報道班員として徴用され、南洋諸島に従軍する。『講談倶楽部』では看板作家で、「緋牡丹盗賊」や、戦後の「妖異忠臣蔵」など連載は8回を数え、この頃舟橋聖一と丹羽文雄を合わせた原稿料を取る流行作家であった。しかし時節により伝奇ロマンの執筆が難しくなり、現代小説『妻なれば』を連載、時代小説が誌面縮小などで中断したりもした。

### 戦後
1946年に戦後初めての探偵小説『高木家の惨劇』は、発表のあても無く20日間で書き上げ、翌年『小説』誌に「銃口に笑う男」の題で一挙掲載、江戸川乱歩は「登場人物達の性格描写の筆力」に敬服したと評し、「本格ミステリ第一の波」の一翼を担った小説とされる。その後も謎解きをメインにした探偵小説を多く執筆。1958年に「笛吹けば人が死ぬ」で第11回日本探偵作家クラブ賞の短編賞を受賞。警視庁捜査第一課長加賀美敬介の活躍するシリーズに「怪奇を抱く壁」「高木家の惨劇」「Yの悲劇」「奇跡のボレロ」「霊魂の足」などがある。1954年から1960年まで日本探偵作家クラブ副会長を務める。1955年頃からは心理スリラーとも言うべき短篇を発表。
時代小説も1948年の大岡政談もの『緋牡丹盗賊』などから執筆を再開。1958年に大阪新聞に『恋慕奉行』を連載、続いて同じ大岡越前配下の同心水木半久郎の登場する『半九郎闇日記』『寝みだれ夜叉』『盗っ人奉行』の＜半九郎四部作＞ も発表。
1959年に大阪新聞で『半九郎闇日記』を連載する際、文化部の福田という記者が『恋慕奉行』の続編をと依頼に来た。色々と話している中で、「誰か目ぼしい新人作家はいませんか？」と福田が聞いてきたので、「『梟の城』を書いた司馬遼太郎という新人作家はいいです。あれは大物ですよ。」と答えた。その後『梟の城』が直木賞を受賞して、司馬遼太郎という作家の顔を見て大笑いした。
他に、『ぷろふいる』誌上で、海野十三との共有ペンネームである青鷺幽鬼の筆名で作品を発表したこともある。1959年頃から日影丈吉、山田風太郎、山村正夫ら推理作家の親睦グループを持ち、「例の会」と呼ばれていた。趣味の将棋は棋士高柳敏夫に師事して四段の腕前で、しばしば作家を集めての将棋会も開いた。1966年には還暦を記念して『角田喜久雄氏華甲記念文集』が出版される。1975年頃に創作からは手を引いた。1985年に胃癌の手術。1994年3月26日、急性肺炎のため東京都東村山市の病院で死去。

### 作品について
「発狂｣は「トリックの着想がきわめて斬新」として子母澤寛が強く推した。「妖棋伝」が連載開始後の6月に林不忘が急逝し、その後の『日の出』誌で人気の穴を埋めることになり、また三上於菟吉が高く評価し、第4回直木賞候補となった際にも強く推した。子供の頃浅草寺の境内で遊んでいてお賽銭らしい幾枚かの絵銭を掘り出したことがあり、これが『髑髏銭』の発想の元になっている。
好きな作家にはジョルジュ・シムノンを挙げており、加賀美敬介もメグレ警視の造型から生まれた。『日本少年』誌に掲載した「いろはの左近捕物日誌」、「女形同心」鳥飼春之助などの捕物帳作品は『怪異雛人形』に収められている。

## 伝奇小説

### 伝奇三部作（初期三部作）
- 『妖棋傳』（1935年4月-1936年6月発表）『妖棋伝』 新潮社 1936年、『妖棋伝』（1951年春陽堂文庫） - 豊臣秀次が隠した財宝の隠し場所を記した四枚の将棋駒・「銀将」をめぐる争奪戦。
- 『髑髏銭』（『読売新聞』1937年11月-1938年7月連載）『髑髏銭』 春陽堂書店 1938年、1946年文化書院、1950年同光社、1952年春陽堂文庫、1964年東京文芸社『どくろ銭』、1965年東都書房、1997年講談社 - 財宝の在処を示す八枚の「髑髏銭」を巡り、青年剣士・覆面の怪人・奸商・悪女らの暗躍と死闘を描く。角田による時代伝奇の典型。
- 『風雲将棋谷』（『講談倶楽部』1938年12月-1939年2月連載）『風雲将棋谷』1939年 講談社  - 南信・将棋谷に平家の末裔の財宝があるという。公儀隠密は宝のありかを示す将棋駒を手に入れ、探索に向かう。

### ほか伝奇もの
- 『巷説怪盗伝』 春陽堂書店 1939年、 光文社 1949年 - 方や怪盗葵小僧、片や捕物小町と敵味方に成った幼馴染二人の連作集。
- 『鍔鳴浪人』 春陽堂書店 1939年（『読売新聞』1939年4-12月連載）
- 『神変八咫烏』 博文館 1940年 - 幕末を舞台に、神出鬼没の剣士・八咫烏と、秘密結社・卍組が対決する活劇。
- 『妖異忠臣蔵』 講談社 1952年 - 赤穂義士の殺人に千坂高房と奉行所御免の多賀甚三郎が挑む時代ミステリロマン。
- 『元禄太平記』 同光社 1956年 - 大久保長安の秘宝の謎を秘めた「入鹿の絵図」を巡る海洋ロマン。南條範夫の同名作品とは無関係。
- 『妖花伝』
- 『春風まぼろし谷』
- 『霧丸霧がくれ』
- 『悪霊の城』
- 『耳姫三十五夜』
- 『兵之助闇問答』
- 『影丸極道帖』
- 『黒岳の魔人』

## 時代小説

### 加賀美三四郎
- 『花太郎呪文』[8]
- 『江戸の花太郎』

### 水木半九郎
- 『緋牡丹盗賊』1948年 - 戦後に執筆再開した最初の時代小説。「大岡政談」もので「水木半九郎」が僅かに顔を出すが、まだ主役ではない。
- 『恋慕奉行』1958年 （『大阪新聞』誌に連載）
- 『半九郎闇日記』光文社 1961年
- 『寝みだれ夜叉』講談社 1964年
- 『盗っ人奉行』

### 吾妻一平
- 『闇太郎変化』
- 『白蝋小町』同光社 1954年

### 女形同心・鳥飼春之助
- 『怪異雛人形』（中短編集） 春陽堂書店 1939年、講談社 1995年　『日本少年』誌に掲載のジュブナイル作品「女形同心」と「いろはの左近」も併録。
  - 「女形同心」 - ジュブナイル作品（一般向け作品の翻案）
  - 「美しき白鬼」（「キング」昭和11年12月）
  - 「恋文地獄」
- 『をり鶴七變化』[9] 講談社 1940年（春陽堂書店）　『折鶴七変化』（改装版）1988年 春陽文庫  - 「女形同心」春之助が旗本のお家騒動に巻き込まれる。『日本少年』誌に掲載のジュブナイル作品（一般向け同タイトル作品の翻案）併録。
  - 「青むかで（青百足）」 - 女形同心のジュブナイル短編
- 『まぼろし若衆』 春陽堂書店 1977年

### 女装任侠・緋鹿子のお紋
- 『緋鹿子伝法』春陽堂書店 1977年、『緋鹿子伝法』（改装版）1990年 春陽文庫 - 女装の任侠「美女お紋（緋鹿子お紋）」正体は、女として育てられた大身直参の跡取り「紋三」が活躍する「女形同心」の姉妹シリーズ。
- 『振袖地獄』同光社 1955年、春陽堂書店 1977年
- 『赤姫秘文』講談社 1956年
- 『月姫系図』
- 『舟姫潮姫』
- 『雪太郎乳房』
- 『姫夜叉行状記』

### いろはの左近
- 『いろはの左近捕物帳』（短編集） 春陽堂書店 1951年 - 少年誌で女形春之助と競演の「いろはの左近」が活躍する一般向け（ジュブナイルでない）作品。

### ノンシリーズ
- 『変化如来』興亜書房 1939年
- 『お小夜悲願』春陽堂書店 1941年
- 『浪人街道』
- 『黒潮鬼』春陽堂書店 1941年 時代小説
- 『怪塔伝』
- 『伝説死人谷』
- 『将棋大名』
- 『妖美館』（「キング海外版」昭和23年3月～24年6月連載。『新大衆小説全集 第6巻　角田喜久雄篇』矢貴書店 昭和25年 等収録）
- 『酔いどれ牡丹』東京文芸社 1956年
- 『虹に立つ侍』桃源社 1956年

### 単行本未発行の作品
- 『白銀秘帖』（『倭絵銀山図』改題）（「週刊朝日」昭和4年12月より全5回連載）
- 『山田長政』（「読売新聞」昭和15年7月～11月）
- 『幽霊小僧怪盗録』
- 『剣侠一代男』
- 『黒姫伝奇』（「富士」昭和25年1月～12月、未完）

## 探偵小説

### 加賀美捜査一課長シリーズ

#### 長編
- 『高木家の惨劇』淡路書房 1947年（「銃口に笑ふ男」改題。1950年岩谷書店版で『蜘蛛を飼ふ男』）。
- 『奇蹟のボレロ』自由出版社　1948年 - 上記作に比べ知名度は劣るが、トリッキーな角田のもう一つの代表作。

#### 短編
- 「怪奇を抱く壁」
- 「緑亭の首吊男」 - 題名は、シムノンの『サン・フォリアン寺院の首吊男』のもじり。
- 「Yの悲劇」 - エラリー・クイーン（バーナビー・ロス）の同名作品のネタバレあり。
- 「髭を描く鬼」
- 「黄髪の女」 - 加賀美が犯人を見逃す稀有な作品。
- 「五人の子供」
- 「霊魂の足」
  - 『霊魂の足　加賀美捜査一課長全短篇』創元推理文庫、2021年。解説末國善己

### 明石良輔記者シリーズ

#### 長編
- 『歪んだ顔』京都日々新聞社 1947年（1952年 文芸図書出版）（『ゆがんだ顔』 1952年 ポプラ社 日本名探偵文庫 11）
- 『虹男』矢貴書店 1948年（1951年 春陽堂書店） - 金魚屋敷と呼ばれる館で起きる連続殺人。

#### 短編
- 「印度林檎」 - シリーズの準レギュラーとなる二人の脇役男女が初登場。
- 「蔦のある家」 - 明石良輔の過去が語られる。
- 「暗闇の女狼」
- 「鳥は見ていた」
- 「小指のない女」
- 「二月の悲劇」
- 「笛吹けば人が死ぬ」 - 日本探偵作家クラブ賞受賞作[10]。完全犯罪。
- 「冷たい唇」
- 「青い雌蕊」 - 脇役だった岡田警部が探偵役。
  - 「喪服の女」 - 岡田警部の単独作品。

### ノンシリーズ

#### 長編
- 『黄昏の悪魔』 - 女性主人公巻き込まれ型ストーリーの作品。
- 『霧に棲む鬼』 - 上記と同様に、事件に巻き込まれる女性の目線で事件を描く。

#### 短編集
- 『発狂』 聚英閣 1926年
  - 「毛皮の外套を着た男」 - 処女作品。「夜光珠」はダイヤモンドの別名。
  - 「蛇男」
  - 「三銃士」
  - 「浅草の犬」
  - 「発狂」 - 半倒叙。主人公の復讐計画と予期せぬ結果。
- 『下水道』 春陽堂書店 1936年
  - 「ペリカンを盗む」
  - 「死体昇天」 - 地上の死体が木の天辺に移動した謎。
  - 「密告者」
  - 「Ｑ」
  - 「下水道」 - 風呂場で発見された死体と、親子の消失事件。被害者の恋人が２つの事件を追う。

#### 短編
- 「あかはぎの拇指紋」 - 最後の一撃（どんでん返し）が決まる意外な人物が犯人。
- 「罠の罠」 - 奥田野月（角田喜久雄のアナグラム）名義。
- 「現場不在照明」 - 株式の電話注文を使うアリバイ。
- 「底無沼」
- 「恐水病患者」
- 「秋の亡霊」
- 「恐ろしき貞女」
- 「沼垂の女」 - 非探偵小説。欧米の短編によくある奇妙な味系の作品。
- 「悪魔のような女」
- 「四つの殺人」 - 辻本家の奉公人である主人公の周辺で起こる四つの事件。
- 「奇妙なアルバイト」
- 「顔のない裸」
- 「年輪」
- 「ある失踪」
- 「梅雨時の冒険」
- 「蒼魂」 - 小型飛行機からの搭乗者が全員消失の謎。

## その他ジャンル

### 普通小説（現代小説）
- 『妻なれば』（「読売新聞」1941年4月15日-9月25日、全164回、志村立美・画） 春陽堂書店 1941年

### 海洋小説
- 『颶風の海』（「講談倶楽部」1943年1月～4月、紙面縮小のため未完終了）

### 明治もの
- 『衛星』（「信濃毎日新聞」1945年連載）

### 戦争もの
- 『チャモロ族の曙』（1942年、帰還後に執筆）

## ノンフィクション
- 『東京埋蔵金考』雄山閣出版、1962年

## 作品集
- 『日本探偵小説全集12 角田喜久雄集』改造社 1939年
- 『角田喜久雄集』春陽堂書店 1949年
- 『カラー版・日本伝奇名作全集7 角田喜久雄』番町書房 1970年
- 『角田喜久雄全集（全13巻）』講談社 1970-71年
- 『現代推理小説大系5 角田喜久雄 坂口安吾 岡田鯱彦』講談社 1971年（「高木家の惨劇」「笛吹けば人が死ぬ」）
- 『日本探偵小説全集3 大下宇陀児 角田喜久雄集』東京創元社 1985年（「発狂」他6編）

## 映像化作品

### 映画
- 『変化如来』監督西原孝、新興キネマ、1937年
- 『髑髏銭』日活、1938年（嵐寛寿郎）
- 『鍔鳴浪人』監督荒井良平、日活京都撮影所、1939年（阪東妻三郎）
- 『風雲将棋谷』監督荒井良平、日活、1940年（阪東妻三郎）
- 『怪異雛人形』監督益田晴夫、大都映画、1940年
- 『をり鶴七変化』監督石田民三、東宝、1941年
- 『虹男』監督牛原虚彦、東宝、1949年（明石良輔：小林桂樹）
- 『緋牡丹盗賊』監督安達伸生、大映、1950年
- 『怪塔伝』監督丸根賛太郎、松竹、1951年
- 『大岡政談・妖棋伝』監督並木鏡太郎、新東宝、1954年
- 『影法師一番手柄 妖異忠臣蔵』東映京都、1954年（多賀甚三郎：市川右太衛門、千坂兵部：月形龍之介）- 原作は『妖異忠臣蔵』
- 『風雲将棋谷』監督松田定次、1955年（市川右太衛門）
- 『髑髏銭』監督松田定次、東映、1956年（市川右太衛門）
- 『鍔鳴浪人』監督内出好吉、東映、1956年（大友柳太朗）
- 『からくり雛人形』監督西沢宣匠、大映、1959年（原作『怪異雛人形』）
- 『大岡政談 千鳥の印篭』監督佐々木康、東映京都、1959年（原作『恋慕奉行』）
- 『風雲将棋谷』大映、1960年（勝新太郎）
- 『髑髏銭』東映、1962年（里見浩太朗）

### テレビドラマ
- 『傑作推理・受賞作シリーズ 笛吹けば人が死ぬ』TX、1989年（明石良輔：林隆三）月曜・女のサスペンス